# 12522 Rara
12522 Rara là một tiểu hành tinh được đặt theo tên Prem Vilas Fortran Moso Rara, một học sinh trung học người Philipin, người đoạt giải trong Intel International Science and Engineering Fair năm 2002 ở Louisville, Kentucky.